# За ким звоно звони (филм)
„За ким звоно звони“ (енгл. For Whom the Bell Tolls) амерички је ратни филм снимљен 1943. у режији Сема Вуда. Сценарио је написао Дадли Николс на основу истоименог романа америчког књижевника Ернеста Хемингвеја. Гари Купер је тумачио главног протагонисту Роберта Џордана, америчког професора шпанског језика, који се након избијања Шпанског грађанског рата као добровољац прикључио републиканцима у борби против оружаних снага Франциска Франка. Он заједно са групом шпанских герилаца, међу којима се налази и Марија (игра је Ингрид Бергман), покушава да дигне у ваздух стратешки важан мост, не би ли зауставио уједињење Франкове војске пред предстојећу офанзиву.
Холивудски студио Парамаунт је платио Хемингвеју тадашњих 150 000 долара за права на снимање филмске адаптације, што је, у том тренутку, била највиша свота новца плаћена неком писцу за дозволу да се његов роман екранизује. Хемингвеј је инсистирао да главне улоге добију Ингрид Бергман и Гари Купер, пошто је тврдио да је управо лик Роберта Џордана обликовао по угледу на познатог америчког глумца. Филм је премијерно приказан 14. јула 1943. у Њујорку. Био је други по гледаности амерички филм те године, делом јер је публику, с обзиром на тада актуелни Други светски рат, привукла антифашистичка тематика, али и, за то време, још увек ретка фотографија у боји. Филм је био номинован у девет категорија за награду Оскар, освојивши Оскара за најбољу глумицу у споредној улози, који је припао дебитантској грчкој глумици Катини Паксинуи. Музика коју је за филм компоновао Виктор Јанг била је прва филмска музика која се могла купити на музичкој плочи. Филм је био забрањен у Шпанији, те је у тој земљи први пут приказан тек 1978, три године након Франкове смрти.

## Заплет филма
Током Шпанског грађанског рата, Роберт Џордан, амерички професор шпанског језика (тумачи га Гари Купер), бори се у Интернационалним бригадама против оружаних снага Франциска Франка. Пошто је искусни детонатор динамита, његов задатак је да отпутује иза непријатељских редова и уништи стратешки важан мост уз помоћ локалних антифашистичких герила. Мост мора да буде срушен не би ли се одсекла приступница једног дела непријатељских снага и тиме одложило груписање фашистичке војске пред предстојећу антифашистичку офанзиву.
Џордан се сусреће са старим герилцем Анселмом (Владимир Соколоф). Анселмо одводи Џордана до групе републиканских герилаца које предводи средовечни мушкарац Пабло (Аким Тамироф) и који би требало да му помогну у остварењу задатка. Џордан се заљубљује у девојку Марију (Ингрид Бергман) која такође учествује као борац у герили. Марија је доста пропатила јер су јој на почетку рата убили родитеље а њу групно силовали припадници Фаланге. Џордановом плану супроставља се Пабло који одбија да му помогне јер сматра да ће операција рушења моста довести њега и припаднике гериле у непотребну животну опасност. Паблова жена Пилар (Катина Паксину) не жели више да њен супруг остане вођа групе и даје обећање Џордану да ће му герилци помоћи. Међутим, када група герилаца под вођством Ел Сорда (Џозеф Калеја) страда, Пабло уништава динамит и опрему за детонацију, надајући се да ће на тај начин спречити остварење задатка и даље страдање сабораца. Убрзо ће зажалити због овог чина те ће покајнички пристати да помогне Џордану.
Пошто је Пабло уништио опрему за детонирање, Џордан и Анселмо одлучују да динамит активирају користећи ручну гранату. Џордан повезује жицама гранате намеравајући да окидаче покрену из даљине. Овај импровизовани план је много опаснији по живот од претходног. Док герилски борци - Пабло, Пилар и Марија - стварају оружану диверзију, Џордан и Анселмо постављају и активирају експлозив. Како велика експлозија уништава мост, део конструкције пада на Анселма и убија га. Герилци покушавају да побегну на коњима, али Џордан пада када га обори тенковска паљба. Он више не осећа ноге. Свестан је да ће у таквом стању само успорити герилце при покушају бекства, те се опрашта од њих. Џордан опремљен митраљезом чека да му се фашисти појаве на нишану. Филм се завршава тако што Џордан испаљује метке на фашисте, а у последњем кадру метке испаљује директно у камеру.

## Улоге
| Глумац            | Улога         |
| ----------------- | ------------- |
| Гари Купер        | Роберт Џордан |
| Ингрид Бергман    | Марија        |
| Аким Тамироф      | Пабло         |
| Артуро де Кордова | Аугустин      |
| Владимир Соколоф  | Анселмо       |
| Михаил Разумни    | Рафаел        |
| Фортунио Бонанова | Фернандо      |
| Ерик Фелдари      | Андрес        |
| Виктор Варкони    | Примитиво     |
| Џозеф Калеја      | Ел Сордо      |
| Катина Паксину    | Пилар         |
| Александер Гранач | Пако          |

## Радио адаптација
Гари Купер, Ингрид Бергман и Аким Тамироф снимили су и радио-драму За ким звоно звони (1945).

## Награде и номинације

### 16. додела Оскара
Освојен
- Најбоља глумица у споредној улози: Катина Паксину

Номинације
- Најбољи филм: Парамаунт пикчерс
- Најбољи глумац у главној улози: Гари Купер
- Најбоља глумица у главној улози: Ингрид Бергман
- Најбољи глумац у споредној улози: Аким Тамироф
- Најбоља фотогарфија: Реј Ренахан
- Најбоља сценографија: Ханс Драјер, Халдејн Даглас, Бертрам Грејнџер
- Најбоља монтажа: Шерман Тод, Џон Ф. Линк Сениор
- Најбоља музика: Виктро Јанг

### 1. доделаЗлатних глобуса
Освојен
- Најбоља глумица у споредној улози: Катина Паксину
- Најбољи глумац у споредној улози: Аким Тамироф